# Yaloké (underprefektur)
Yaloke Sub-Prefecture är en subprefektur i Centralafrikanska republiken.   Den ligger i prefekturen Ombella-Mpoko, i den västra delen av landet, 210 km nordväst om huvudstaden Bangui.
I omgivningarna runt Yaloke Sub-Prefecture växer huvudsakligen savannskog. Runt Yaloke Sub-Prefecture är det mycket glesbefolkat, med 7 invånare per kvadratkilometer.